# Furth (Gemeinde Göllersdorf)
Furth ist eine Ortschaft und eine Katastralgemeinde der Marktgemeinde Göllersdorf im Bezirk Hollabrunn in Niederösterreich. Die Ortschaft hat 175 Einwohner (Stand 1. Jänner 2024). Bis Ende 1966 war Furth eine eigenständige Gemeinde.

## Geografie
Das Dorf südlich des Göllersbaches ist von der Landesstraße L1138 mittels einer über den Göllersbach führenden Brücke erreichbar. Das Dorf selbst liegt auf einem leicht nach Nordosten exponierten Hang nördlich des Habergs (414 m ü. A.).

## Geschichte
Schweickhardt zählte im Ort zwei Bauern mit 20 Joch und mehrere Hauer mit bis zu 10 Joch Grund, die auf den mitunter schlechten, weil von Regengüssen stark beeinträchtigten Lagen ihren Lebensunterhalt bestreiten.
Laut Adressbuch von Österreich war im Jahr 1938 in der Ortsgemeinde Furth ein Gastwirt ansässig.
Mit 1. Jänner 1967 wurde die bis dahin selbständige Gemeinde Furth nach Großstelzendorf eingemeindet.